# Sarom Unione Sportiva Ravenna 1957-1958
Questa pagina raccoglie le informazioni riguardanti la Sarom Unione Sportiva Ravenna nelle competizioni ufficiali della stagione 1957-1958.

## Stagione
Nella stagione 1957-1958 il Ravenna sempre sponsorizzato Sarom disputa il campionato di Serie C a girone unico, un torneo a 18 squadre che promuove in Serie B le prime due classificate e non prevede retrocessioni per permettere di ritornare a due gironi di Serie C. Con 40 punti il Ravenna si piazza al terzo posto della classifica, ad un punto dal Vigevano promosso come secondo in Serie B con la Reggiana che con 43 punti ha vinto il campionato.
Dopo la splendida scorsa stagione a Ravenna viene confermata in blocco la rosa dei giocatori con i loro due tecnici Domenico Bosi e Giacinto Ellena. I giallorossi anche nella categoria superiore hanno disputato un campionato eccellente non risentendo del salto di categoria, rimanendo per tutto il torneo ai vertici della classifica, perdendo solo nelle ultime battute del campionato l'opportunità di cogliere una seconda promozione consecutiva. Un terzo posto d'onore, ottenuto con un gioco arioso ed efficace, con in evidenza ancora i due cannonieri Silvano Magheri autore di 19 reti senza nessun rigore calciato, ed Enrico Pratesi con 13 reti. Nel campionato con 62 reti realizzate il Ravenna è stata la squadra più prolifica del torneo, con una decina di reti in più delle due promosse.

## Rosa
| N. |                   | Ruolo | Calciatore       |
| -- | ----------------- | ----- | ---------------- |
|    | Italia (bandiera) | A     | Giovanni Biagi   |
|    | Italia (bandiera) | D     | Gianluigi Brotto |
|    | Italia (bandiera) | P     | A. Casadio       |
|    | Italia (bandiera) | D     | Amedeo Cattani   |
|    | Italia (bandiera) | C     | Luigi Da Passano |
|    | Italia (bandiera) | D     | Umberto Fermo    |
|    | Italia (bandiera) | P     | Pino Gimelli     |
|    | Italia (bandiera) | A     | Silvano Magheri  |
|    | Italia (bandiera) | C     | Giorgio Marconi  |
|    | Italia (bandiera) | A     | Delfo Montalti   |

| N. |                   | Ruolo | Calciatore       |
| -- | ----------------- | ----- | ---------------- |
|    | Italia (bandiera) | C     | Enrico Pratesi   |
|    | Italia (bandiera) | C     | Camillo Rizzo    |
|    | Italia (bandiera) | A     | Ero Rossi        |
|    | Italia (bandiera) | A     | Emanuele Russo   |
|    | Italia (bandiera) | D     | Lino Sentimenti  |
|    | Italia (bandiera) | C     | Dario Stolfa     |
|    | Italia (bandiera) | D     | Raimondo Taucar  |
|    | Italia (bandiera) | D     | Paolo Vaini      |
|    | Italia (bandiera) | C     | Giorgio Visconti |
|    | Italia (bandiera) | D     | Antonio Zani     |

## Risultati

### Girone di andata
| Arbitro: | Butti (Como) |

|  |           |                |
|  | Marcatori | 88’ Da Passano |

| Arbitro: | Ascari (Carpi) |

|             |           |                    |
| Magheri 43’ | Marcatori | 69’ (aut.) Cattani |

| Arbitro: | Rastrelli (Firenze) |

|                         |           |  |
| Pratesi 22’ Marconi 63’ | Marcatori |  |

| Arbitro: | Basciu (Genova) |

|            |           |  |
| Spaghi 76’ | Marcatori |  |

| Arbitro: | Alterio (Roma) |

|                               |           |  |
| Santagostino 22’ Ive 47’, 55’ | Marcatori |  |

| Arbitro: | Campagna (Palermo) |

|  |           |                       |
|  | Marcatori | 2’ Masoni 87’ Maselli |

| Arbitro: | Genel (Trieste) |

|                             |           |                               |
| Rossi 20’ Bellotti 74’, 85’ | Marcatori | 39’ (rig.) 56’ (rig.) Pratesi |

| Arbitro: | Leita (Udine) |

|                                       |           |                                    |
| Marconi 8’, 74’ Rizzo 46’ Pratesi 70’ | Marcatori | 30’ (aut.) Cattani 82’ Massagrande |

| Arbitro: | Cariani (Roma) |

|  |           |            |
|  | Marcatori | 72’ Stolfa |

| Arbitro: | Bartolomei (Roma) |

|                       |           |                        |
| Biagi 23’ Cattani 82’ | Marcatori | 35’ Maria 87’ Capecchi |

| Arbitro: | Gay (Asti) |

|             |           |  |
| Busetto 26’ | Marcatori |  |

| Arbitro: | Casato (Bari) |

|                                                    |           |              |
| Biagi 2’ Magheri 8’, 77’ Russo 47’, 49’ Stolfa 69’ | Marcatori | 38’ Castoldi |

| Arbitro: | Leita (Udine) |

|                                        |           |  |
| Biagi 21’ Pratesi 39’ Magheri 46’, 74’ | Marcatori |  |

| Arbitro: | Rastrelli (Firenze) |

|                             |           |             |
| Veglianetti 12’ Bellemo 85’ | Marcatori | 69’ Magheri |

| Arbitro: | Cataldo (Roma) |

|             |           |  |
| Pratesi 62’ | Marcatori |  |

| Arbitro: | Stanzione (Salerno) |

|           |           |             |
| Valli 60’ | Marcatori | 69’ Pratesi |

| Arbitro: | Zaza (Molfetta) |

|             |           |             |
| Alicata 28’ | Marcatori | 29’ Pratesi |

### Girone di ritorno
| Arbitro: | Righetti (Torino) |

|                                    |           |          |
| Biagi 44’ Visconti 67’ Marconi 89’ | Marcatori | 24’ Novi |

| Reggio Calabria 2 febbraio 1958 19ª giornata | Reggina            | 0 – 0 | Sarom Ravenna | Stadio Comunale\| Arbitro: \| Campagna (Palermo) \| |
| Arbitro:                                     | Campagna (Palermo) |       |               |                                                     |

| Arbitro: | D'Agostini (Roma) |

|                                   |           |  |
| Ghersetich 36’ (rig.) Ariagno 57’ | Marcatori |  |

| Arbitro: | Mori (Cremona) |

|                           |           |             |
| Pratesi 8’, 79’ Rizzo 49’ | Marcatori | 81’ Amateis |

| Arbitro: | Baldassarre (Udine) |

|                                     |           |  |
| Colombi 17’ (aut.) Magheri 68’, 73’ | Marcatori |  |

| Arbitro: | Zaza (Molfetta) |

|                                    |           |  |
| Pistacchi 8’ Latini 33’ Masoni 43’ | Marcatori |  |

| Arbitro: | De Magistris (Torino) |

|                                               |           |                        |
| Russo 5’, 79’ Magheri 67’ Rossi 75’ Rizzo 77’ | Marcatori | 47’ Carta 53’ De Rossi |

| Arbitro: | Vanni (Pisa) |

|                            |           |                                      |
| Massagrande 13’ Deotto 83’ | Marcatori | 55’ (rig.) Sentimenti VI 79’ Magheri |

| Ravenna 30 marzo 1958 26ª giornata | Sarom Ravenna   | 0 – 0 | Biellese | Stadio della Darsena\| Arbitro: \| Guidi (Brescia) \| |
| Arbitro:                           | Guidi (Brescia) |       |          |                                                       |

| Arbitro: | Campagna (Palermo) |

|                             |           |  |
| Picchi 25’ Gratton 64’, 89’ | Marcatori |  |

| Arbitro: | Sagnack |

|                                       |           |            |
| Rossi 8’ Magheri 35’, 49’ Pratesi 42’ | Marcatori | 20’ Serena |

| Arbitro: | De Angelis (Roma) |

|  |           |                |
|  | Marcatori | 32’ Da Passano |

| Arbitro: | Cataldo (Roma) |

|                           |           |                                                 |
| Mungai 31’ Bernasconi 53’ | Marcatori | 7’, 82’ Magheri 30’ Rizzo 61’ Pratesi 72’ Rossi |

| Arbitro: | Carbonelli (Brescia) |

|                                            |           |  |
| Pratesi 6’ (rig.) Da Passano 19’ Rizzo 69’ | Marcatori |  |

| Arbitro: | Angelini (Firenze) |

|              |           |             |
| Canavesi 32’ | Marcatori | 80’ Magheri |

| Arbitro: | De Marchi (Pordenone) |

|  |           |           |
|  | Marcatori | 87’ Valli |

| Arbitro: | De Magistris (Torino) |

|                                      |           |  |
| Magheri 15’, 18’, 44’, 82’ Rossi 85’ | Marcatori |  |

## Coppa Italia girone E
| Arbitro: | Guidi (Brescia) |

|                                         |           |             |
| Olivieri 14’, 76’ Milani 35’ Trinca 86’ | Marcatori | 38’ Magheri |

| Arbitro: | Maghernino (San Severo) |

|           |           |  |
| Rossi 51’ | Marcatori |  |

| Arbitro: | Menchini (Udine) |

|                             |           |                        |
| Biagioli 13’ Mosca 35’, 75’ | Marcatori | 26’ Meanti 37’ Marconi |

| Arbitro: | Moriconi (Roma) |

|           |           |                   |
| Rossi 70’ | Marcatori | 48’, 66’ Clemente |

| Arbitro: | Carbonelli (Brescia) |

|                                         |           |           |
| Lama 11’ (aut.) Minto 16’ Fontanesi 64’ | Marcatori | 24’ Rossi |

| Arbitro: | Leita (Udine) |

|  |           |                                                 |
|  | Marcatori | 30’ Sacchiero 41’ Orio 58’ Rumignani 67’ Parise |